# Tam Thanh (xã)
Tam Thanh là một xã thuộc tỉnh Thanh Hóa, Việt Nam.

## Địa lý
Xã Tam Thanh nằm ở vùng cao phía tây bắc tỉnh Thanh Hóa, là nơi sông Lò chảy vào Việt Nam, có vị trí địa lý:
- Phía đông và đông bắc giáp xã Tam Lư
- Phía tây bắc giáp xã Sơn Điện
- Phía tây và phía nam giáp nước Lào.

Xã Tam Thanh có diện tích tự nhiên 99,24 km², quy mô dân số năm 2024 là 4.196 người, mật độ dân số đạt 42 người/km².

### Địa hình, địa chất
Tam Thanh thuộc vùng núi cao bị chia cắt mạnh bởi sông Lò, các suối lớn và các dãy núi cao như núi Pù Pha Lay, Pù phạ mứt thuộc bản Pa, Pu lông lênh thuộc bản Ngàm. Hướng núi thấp dần từ tây sang đông, độ dốc trung bình từ 30-35, có nơi dốc đến 40 độ, đồng thời đây là hiện tượng gây nên sạt lở đất đá trong mùa mưa lũ, lượng mưa kéo dài trong nhiều ngày, nhiều giờ.
Từ các nhóm đá mẹ kết hợp với khi hậu thời tiết đã hình thành nên đã hình thành nên các nhóm đất khác khau gồm đất: Feralit trên núi có màu vàng đến nâu vàng phổ biến trên đại bàn xã; nhóm đất Halit trên núi cao phân bổ ở các điỉnh núi cao gần 800 m; nhóm đất Firalit biến đổi do trồng lúa (F1) phân bổ chủ yếu ở các ven đồi do khai hoang phục hóa; nhóm đất phù xa bồi tụ ven sông, ven suối phân bổ ở ven sông Lò, suối Pa thuộc đất canh tác trồng lúa hoa mầu và nhóm đất dốc tụ chân đồi thich hợp với trồng màu, thương thực và trồng rừng.

### Sông suối
Xã Tam Thanh có sông Lò (tiếng Thái: Nặm Mò) bắt nguồn từ Hủa Phăn, Lào chảy qua địa giới hành chính của xã, đổ về sông Mã và nhiều suối khác chảy về sông Lò, sông Luồng. Đặc trưng sông suối của xã Tam Thanh là độ dốc cao, tốc độ dòng chảy lớn về mùa mưa lũ, là nguy cơ gây lũ quét, lũ ống, sạt lở đất 2 bên bờ sông, suối ảnh hưởng trực tiếp đến nhà ở và hoa màu của nhân dân.

### Khí hậu
Xã thuộc vùng cao phía tây bắc tỉnh Thanh Hóa, có đặc điểm khí hậu nhiệt đới gió mùa nhưng là vùng núi cao, độ che phủ rừng lớn, nên Tam Thanh thuộc đặc trưng của vùng khí hậu miền núi Thanh Hóa. Chế độ khí hậu hình thành hai mua rõ rệt, mùa đông từ tháng 11 đến tháng 1 âm lịch năm sau giá lạnh – lượng mưa thấp. Mùa hạ từ tháng 5 đến tháng 10 nắng nóng – mưa nhiều, chuyển tiếp giữa hai mùa này là mùa xuân và mùa thu kéo dài khoảng 2 tháng, gắn liền với mùa chính là mùa đông và mùa hạ đã sản sinh ra sự biến đổi các yếu tố khí tượng như độ ẩm tương đối trung binh trên 86%, thấp nhất là 16%, nhiệt độ trung bình năm 23,2 độ C, cao nhất 39 độ C, thấp nhất 5 độ C, lượng mua trung bình/năm 1.859 mm, lớn nhất 2.700 mm, số ngày mưa trung bình/năm 134 ngày, lượng mưa mùa đông chỉ bằng khoảng 20 – 25% lượng dòng chảy cả năm, chính vì vậy mùa hạ là mùa thường xảy ra nhiều lũ lụt hay thiên tai khắc nghiệt ảnh hưởng ít đến đời sống, sản xuất, lưu thông hàng hóa của nhân dân.
Ở Tam Thanh có hai mùa gió chính, gió tây Nam khô nóng, giông tố, mưa đá, bão và gió đông bắc lãnh khô, hanh, rét đậm có xuất hiện sương giá và dễ gây hạn hán cháy rừng. Điều kiện thời tiết của xã tuy gây ra những điều kiện bất lợi nhưng nhìn chung những yếu tố của khí hậu nóng ẩm quanh năm đã tạo điều kiện tương đối thuận lợi cho việc phát triển lâm nghiệp, nông nghiệp chăn nuôi gia súc, gia cầm.

## Lịch sử

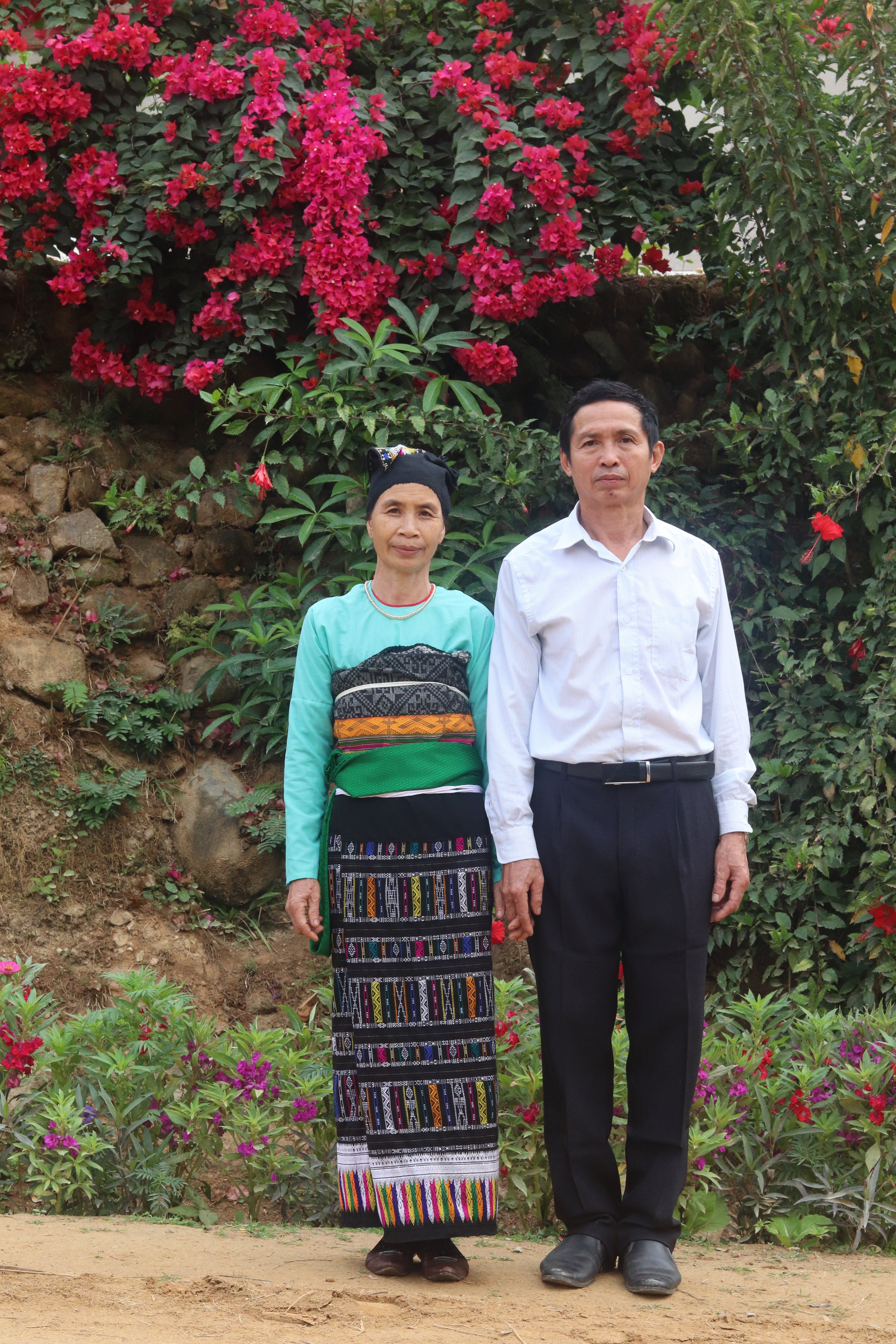
Trang phục truyền thống của phụ nữ Thái tại bản Phe, xã Tam Thanh gồm váy thổ cẩm với nhiều họa tiết được thêu thủ công cầu kỳ và áo chờ (szứa coòng)

Theo những bằng chứng dân tộc học, khảo cổ học cùng những kết quả nghiên cứu, điền dã thực địa của các nhà khoa học, nguồn gốc dân cư của vùng đất Tam Thanh ngày nay là người Thái.
Trước Cách mạng tháng Tám năm 1945, xã Tam Thanh là xã Thượng Lư, chiếm phần lớn mường Mò thuộc tổng Tam Lư, châu Quan Hóa. Đến năm 1946, các xã Thượng Lư, Trung Lư, Sơn Lư được sáp nhập thành xã Tam Lư.
Ngày 29 tháng 2 năm 1988, Hội đồng Bộ trưởng ban hành Quyết định số 19/HĐBT (có hiệu lực kể từ ngày ban hành); xã Tam Lư được chia thành 2 xã Tam Lư, Tam Thanh thuộc huyện Quan Hóa. Xã Tam Thanh có 9.300 ha và 2.840 người, gồm 8 chòm bản: Bôn, Cha Long, Kham, Mò, Na Ăn, Ngàm, Pa, Phe.
Ngày 18 tháng 11 năm 1996, xã Tam Thanh chuyển sang trực thuộc huyện Quan Sơn mới thành lập.
Năm 2018, xã Tam Thanh có 9 bản. Ngày 11 tháng 7 cùng năm, Hội đồng nhân dân tỉnh Thanh Hóa khóa XVII thông qua Nghị quyết về việc sắp xếp thôn, tổ dân phố trên địa bàn tỉnh. Theo đó, nhập bản Piềng Pa vào bản Bôn; xã Tam Thanh còn 8 bản.
Ngày 16 tháng 6 năm 2025, huyện Quan Sơn bị giải thể do bỏ cấp huyện; xã Tam Thanh chính thức là đơn vị hành chính trực thuộc tỉnh Thanh Hóa từ ngày 1 tháng 7 năm 2025.

## Hành chính
Xã Tam Thanh có 8 bản: Bôn, Cha Lung, Kham, Mò, Na Ấu, Ngàm, Pa, Phe.

## Kinh tế
Tổng diện tích tự nhiên của xã là 9.935,73ha, trong đó diện tích đất sản xuất nông nghiệp là 220,17ha; diện tích đất sản xuất lâm nghiệp là 8289,67ha; đất nuôi trồng thủy sản là 4,98ha; đất ở là 23,51ha; đất nương rẫy là 10,0ha; đất hoa màu vườn là 253,33 ha còn lại là đất sông suối, đất chưa sử dụng,...
Diện tích đất có rừng hiện nay chiếm 95,8% diện tích đất lâm nghiệp của xã trong đó rừng trồng chủ yếu là Luồng và rừng tự nhiên. Tổng diện tích đất lâm nghiệp của xã là 7.994,73 ha, trong đó tổng diện tích trồng Vầu Luồng là 4.459,5 ha. Tổng giá trị thu nhập từ lâm nghiệp chiếm 47% cơ cấu kinh tế của xã. Ngày 05/04/2019, tổ chức GFA đã chính thức cấp Chứng chỉ rừng số hiệu GFA-FM/COC-003404 cho 1.399,2 ha diện tích rừng, trong đó có 1098.3 ha rừng trồng tre vầu (Indosasa amabilis) và 300,8 ha rừng trồng tre luồng (Dendrocalamus membranaceus) thuộc xã Tam Thanh.

## Văn hóa – xã hội

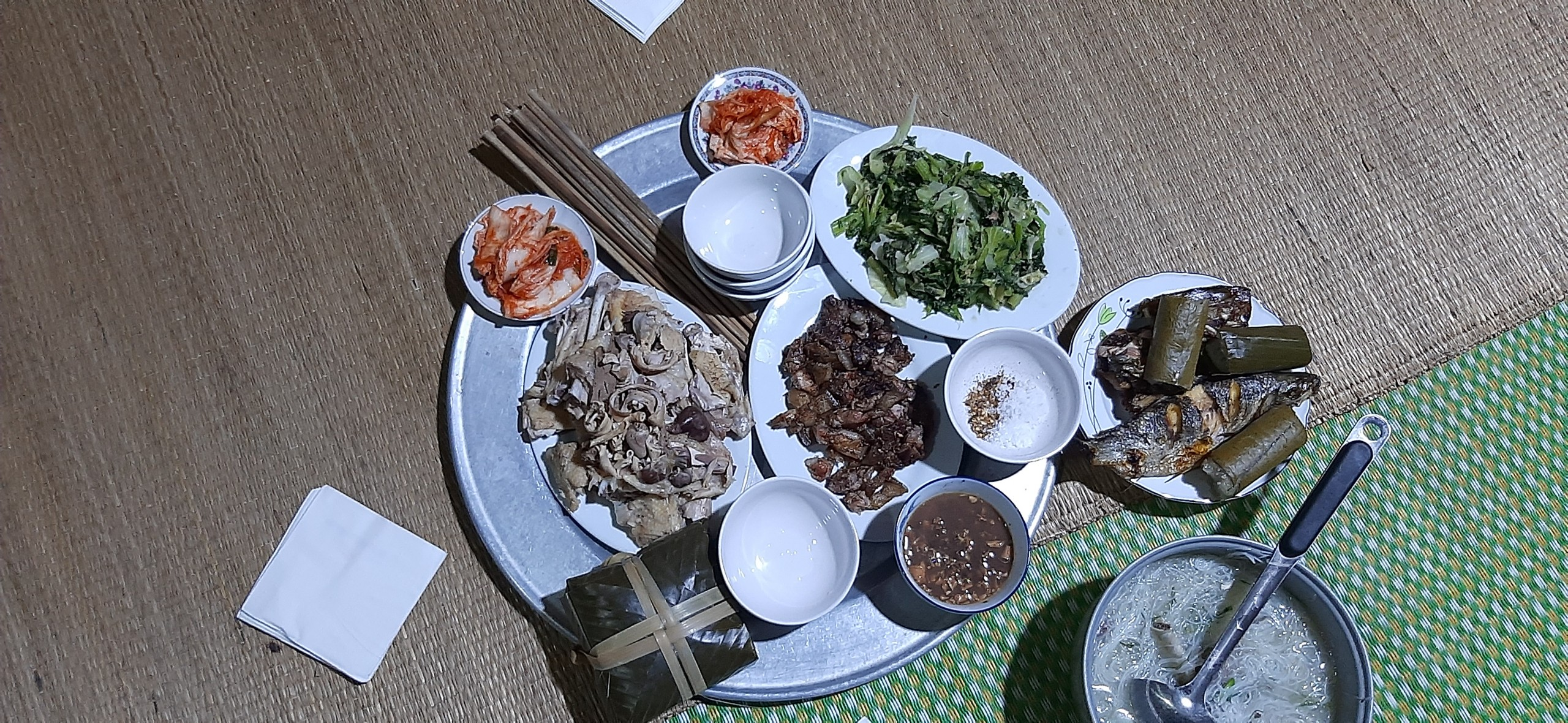
Một bữa cơm truyền thống của người Thái xã Tam Thanh.

Tam Thanh là một xã vùng sâu vùng xa của tỉnh Thanh Hóa. Cư dân ở đây chủ yếu là người dân tộc thiểu số. Trong đó, dân tộc Thái chiếm 96%, dân tộc Kinh chiếm 2,6%, dân tộc Mường chiếm 1,4% dân số toàn xã (số liệu năm 2018). Các họ tộc phổ biến ở xã Tam Thanh là các dòng họ: Hà, Phạm, Lò, Lữ, Lương, Lộc, Khoang, Vi, Ngân, Dương, Trương, Lê, Bùi, Trịnh.
Cư dân người Thái tại xã có hệ thống ngôn ngữ và chữ viết lâu đời, trước năm 1945, vẫn chủ yếu dùng ngôn ngữ và chữ viết riêng của dân tộc mình trên tất cả các văn tự. Ngày nay, ngôn ngữ Thái vẫn được bảo tồn sử dụng trên địa bàn xã.

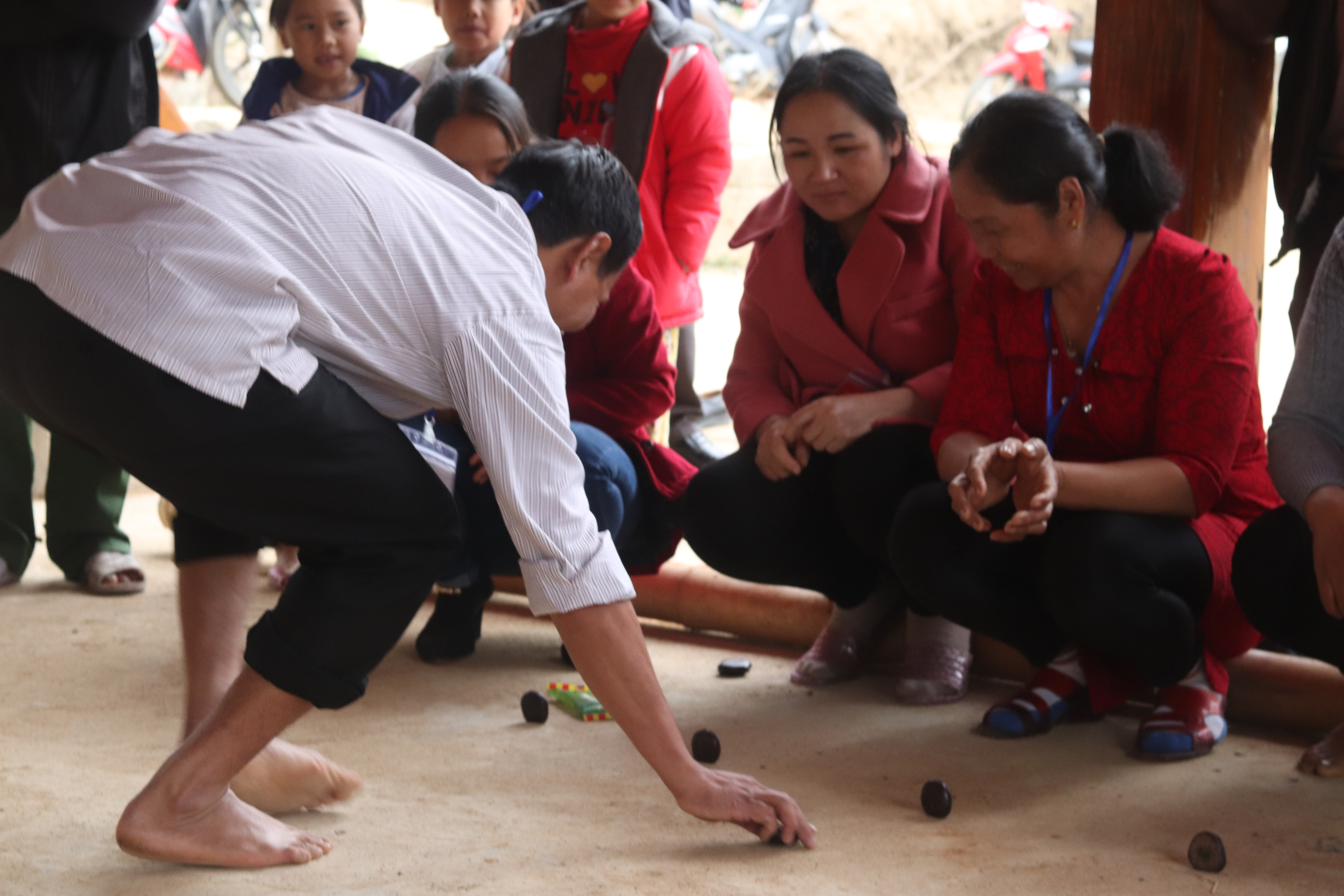
Tó lẹ: Một hoạt động thể thao truyền thống của người Thái tại xã Tam Thanh

Bên cạnh đó, văn hóa bản địa người Thái được bảo tồn qua các hoạt động như nhảy sạp, hát khặp, khua luống, khèn bè, pí một,... trong các lễ hội địa phương.
Về trang phục truyền thống: Trong sinh hoạt và lao động hàng ngày, nam giới mặc áo cánh ngắn, xẻ ở ngực; quần xẻ đũng áo nam cổ tròn, không có cầu vai, có cúc cài bằng xương hoặc tết bằng vải. Quần áo màu chàm xanh hoặc chàm đen. Phụ nữ Thái vẫn gắn bó với trang phục truyền thống là áo khóm màu xanh, mặc váy Thái truyền thống.
Một số đặc sản ẩm thực của cư dân người Thái như món canh uôi, rau nộm canh nậm pịa, cơm lam,...

## Hình ảnh

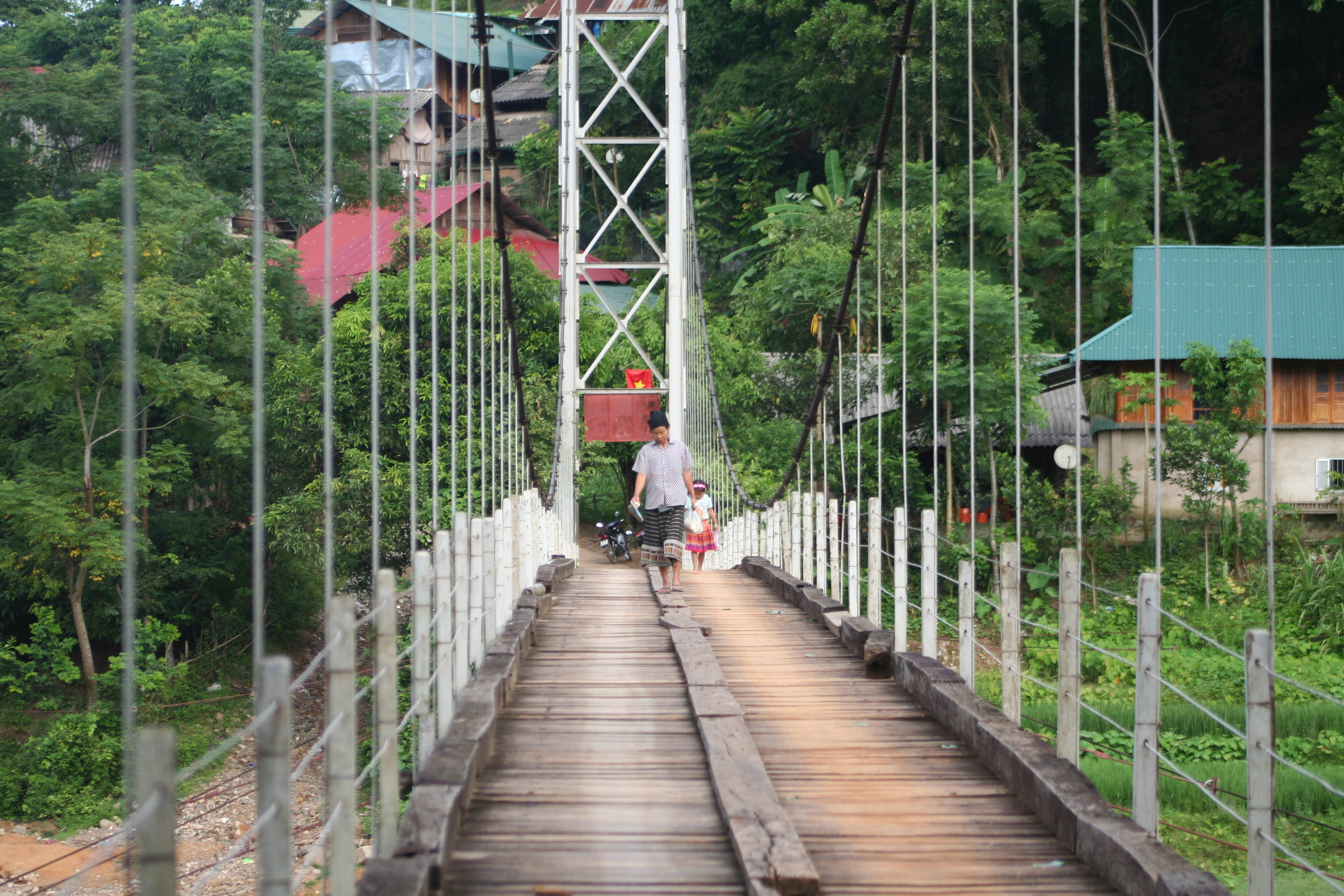
Cầu treo bắc qua sông Lò từ Piềng Pa sang các bản Ngàm, Mò và có thể sang các bản Piềng Khóe, Sại của xã Tam Lư
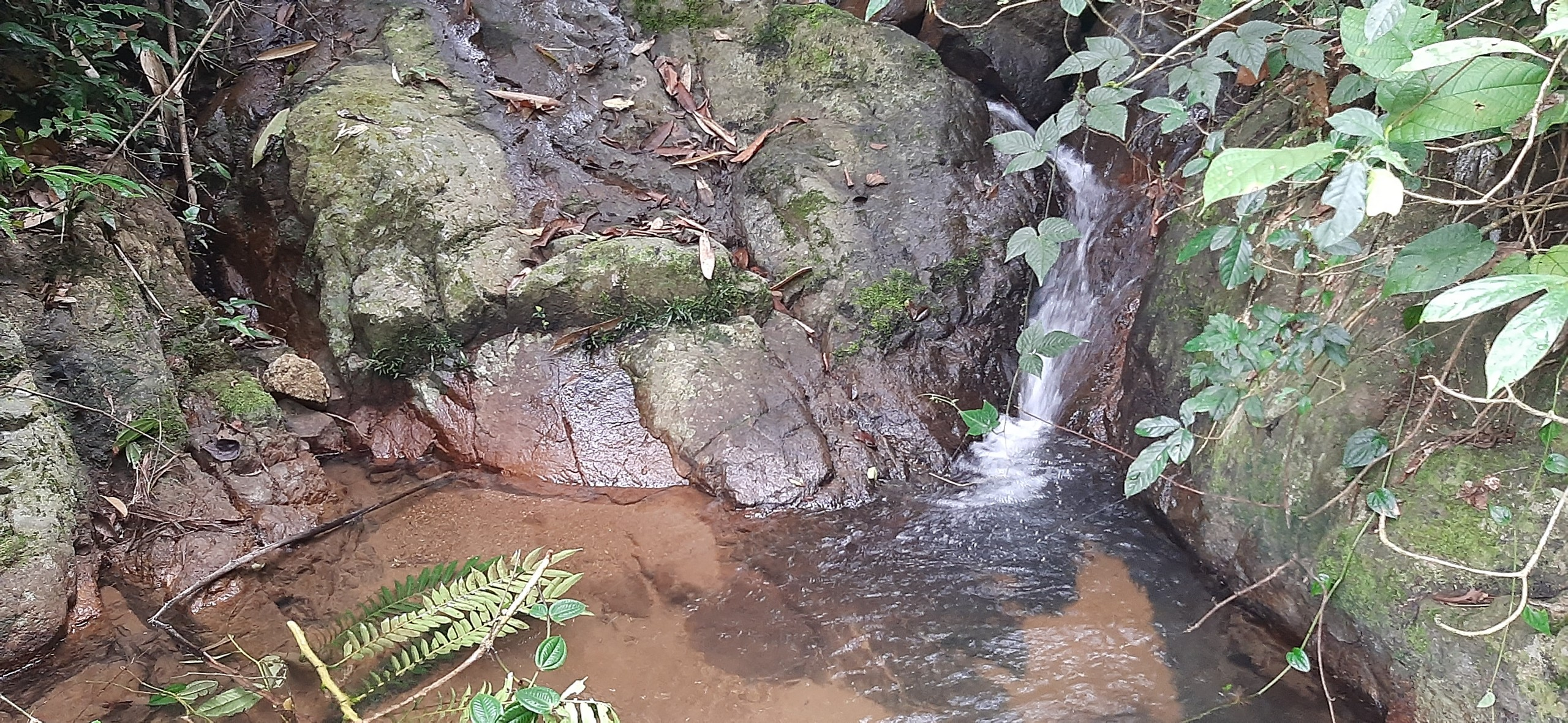
Suối Long Nọi (một nhánh thượng nguồn của sông Lò), cùng với suối Pa chảy qua các bản Cha Lung, Phe và đổ vào sông Lò tại bản Piềng Pa
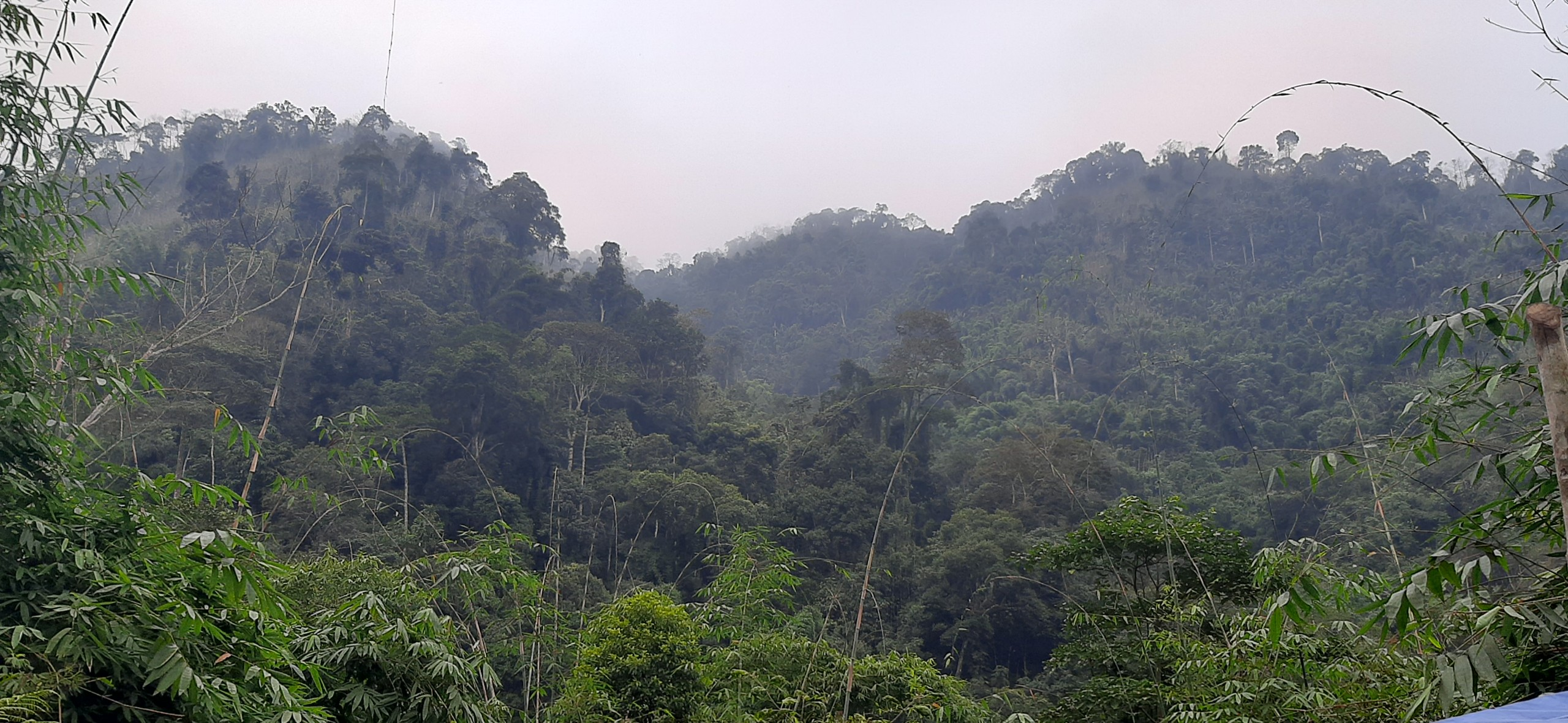
Rừng tự nhiên gồm cây gỗ và các loài tre nứa như vầu, giang, bương
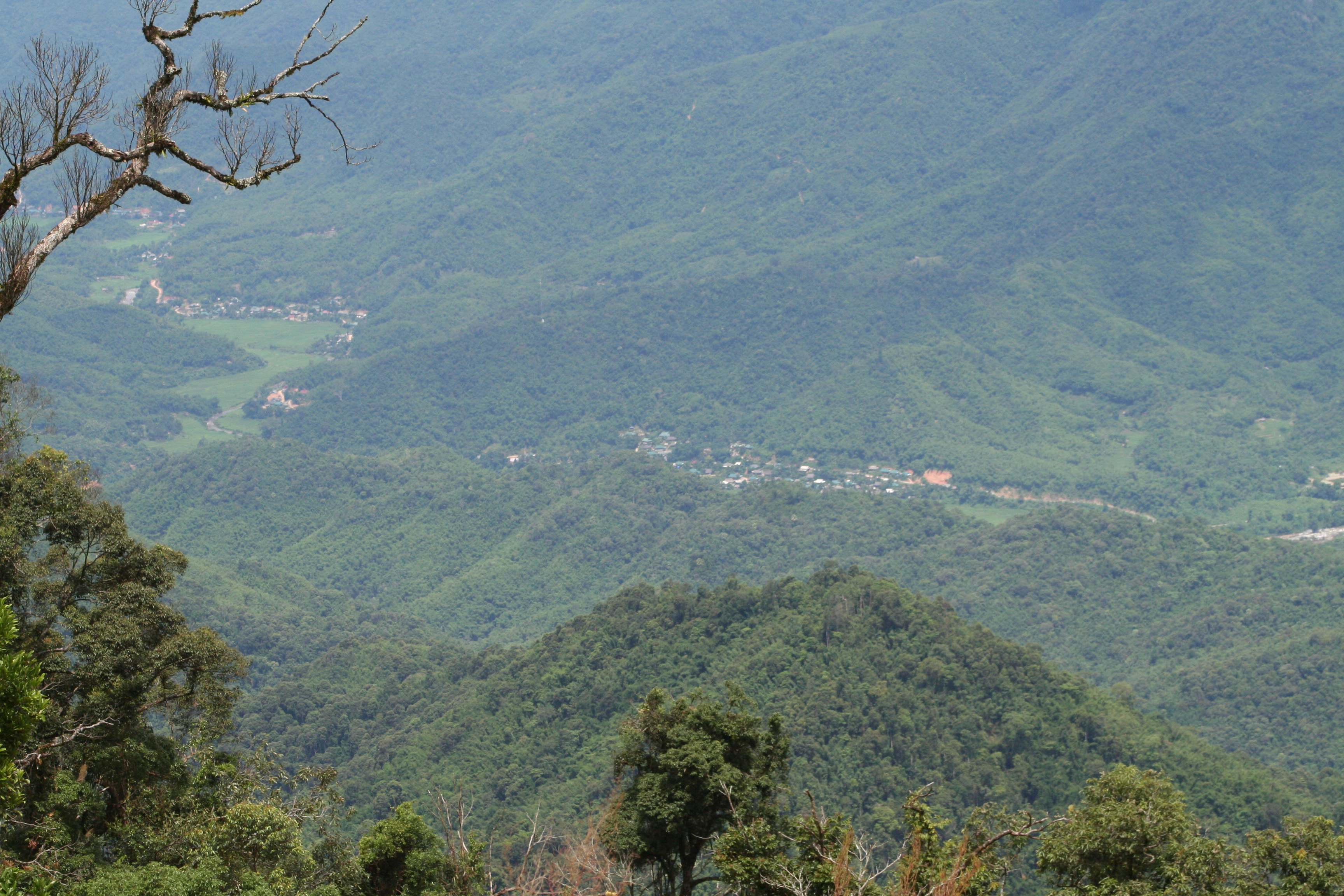
Ảnh chụp một góc xã Tam Thanh từ đường tuần tra biên giới Việt – Lào thuộc địa phận bản Kham ở độ cao khoảng 1.000 m
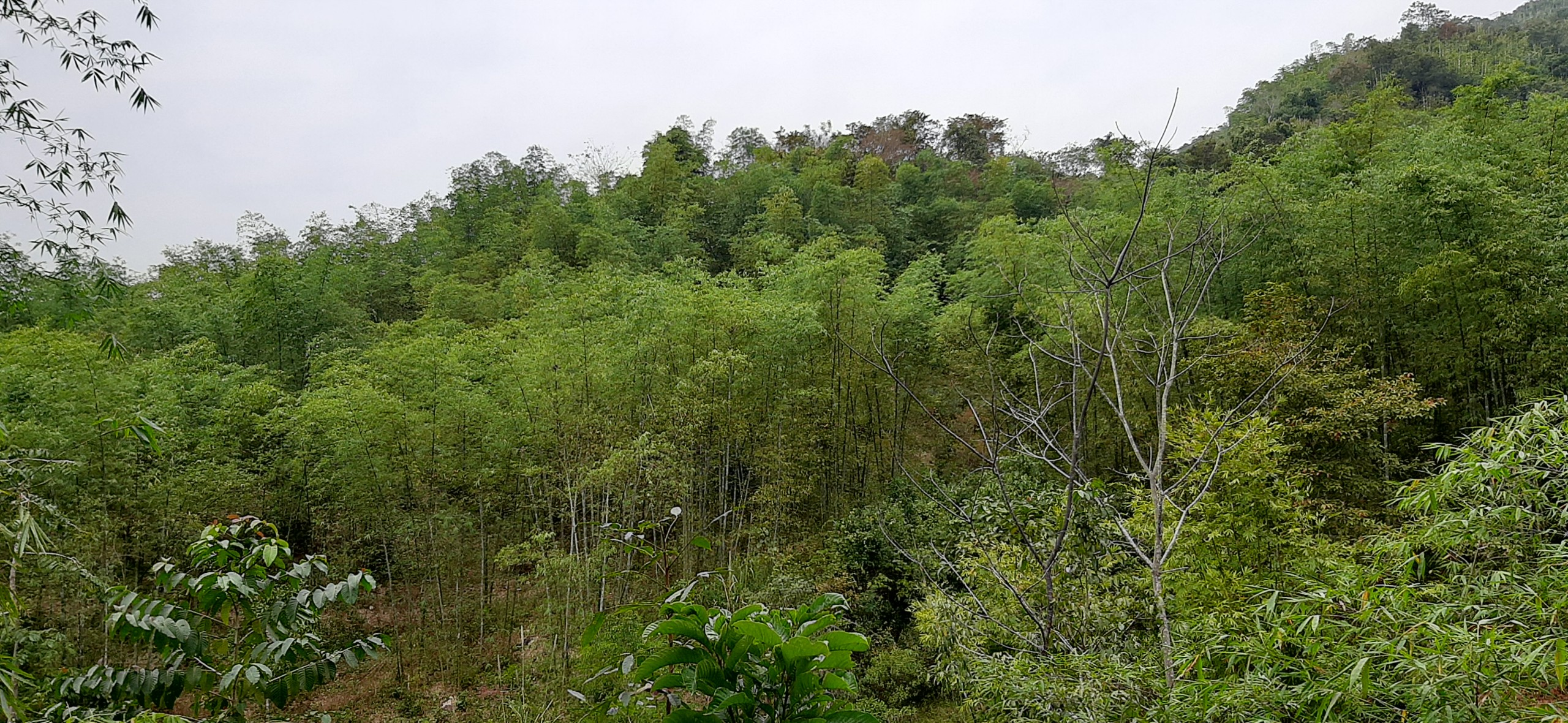
Rừng trồng luồng đã được cấp chứng chỉ FSC
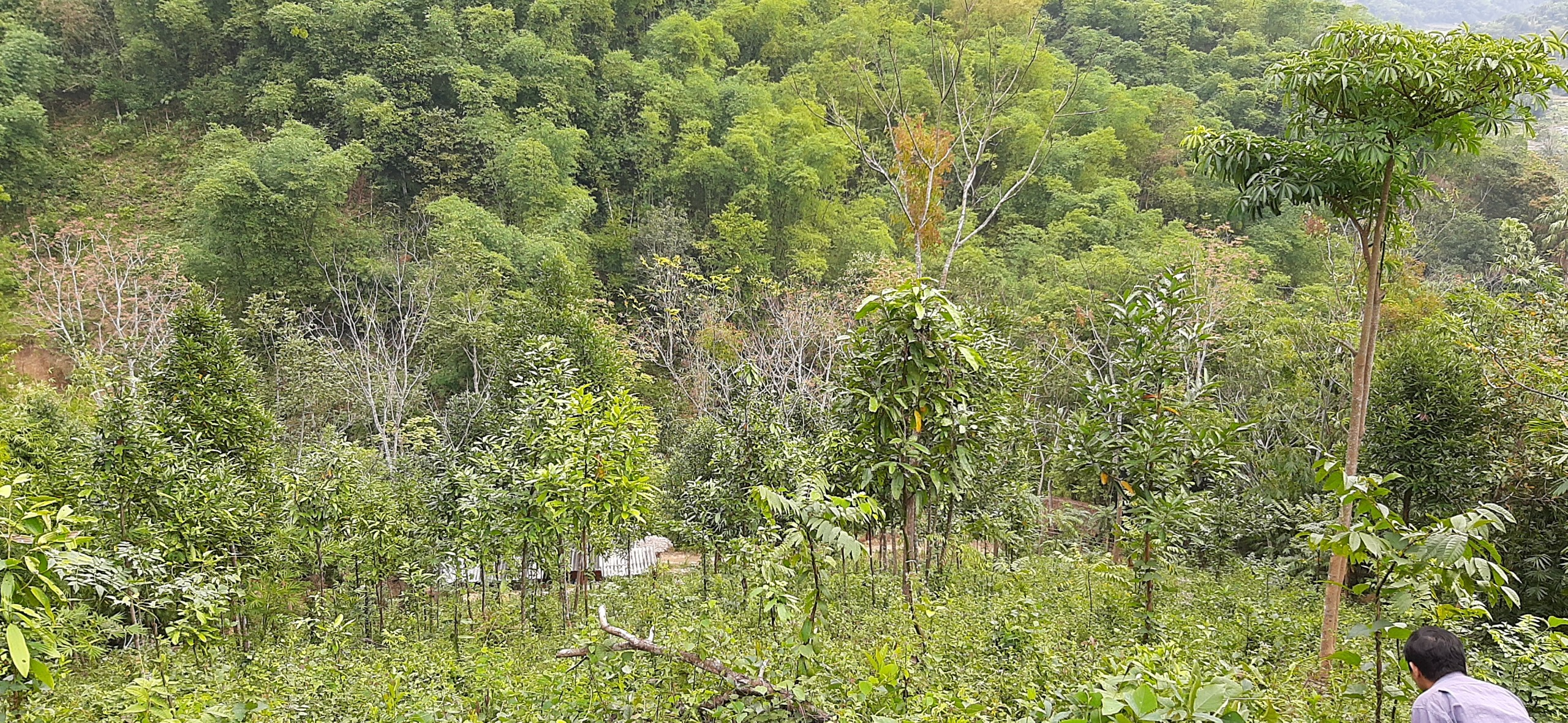
Rừng trồng quế, lát hoa và luồng